# Korkatowo
Korkatowo (ros. Коркатово) – wieś (dieriewnia) w Rosji, w Mari El, w rejonie morkińskim. W 2010 liczyła 694 mieszkańców.